# Лоулор, Тайлер
Та́йлер Ло́улор (англ. Tyler Lawlor; род. 11 января 1972, Садбери, Онтарио, Канада) — канадский каноист-слаломист. Участник летних Олимпийских игр 2000 года в соревнованиях каноэ-двоек.

## Спортивная биография
В 2000 году Тайлер Лоулор принял участие в летних Олимпийских играх в соревнованиях каноэ-двоек. Партнёром Тайлера стал Бенуа Готье. Канадская пара в предварительном раунде набрала 311,11 очков и заняла 9-е место, что не позволило пройти в финал соревнований, куда проходили 8 лучших экипажей.

## Личная жизнь
- Окончил Университет Лейкхед.